# نانا پالشیکار
نانا پالشیکار (مراتی: नाना पळशिकर؛ ۱۹۰۷ – ۱ ژوئن ۱۹۸۴) هنرپیشه اهل هند بود.
از فیلم‌ها یا برنامه‌های تلویزیونی که وی در آن نقش داشته‌است می‌توان به دو هکتار زمین اشاره کرد.
وی همچنین برندهٔ جوایزی همچون جایزه فیلم‌فیر شده‌است.

## فیلم‌شناسی
فهرست برخی از فیلم‌هایی که نانا پالشیکار در آنها به ایفای نقش پرداخته‌است:
- دو هکتار زمین
- قانون
- ساده‌لوح
- هدیه
- آخرین نامه
- بیدار بمان
- خشم
- کشوری که گنگ در آن جریان دارد
- دوباره صبح خواهد شد
- جهانک جهانک پایال باجی
- عاشق
- گل برای پوجا
- آدم و انسان
- شهر عشق
- کوه عشق
- شوهر، همسر و اون
- بارش
- مه
- من باید ساکت بمانم
- سر و صدا
- رویاهای بهاری
- خانه جن‌زده
- قطره‌ای که مروارید شد